# Фріц Моріц Гайхельгайм
Фріц Моріц Гайхельгайм (нім. Fritz Moritz Heichelheim; 6 травня 1901, Гісен — 22 квітня 1968, Торонто) — німецько-канадський історик. Спеціалізувався на економічній історії античності.

## Життєпис
Фріц Моріц Гайхельгайм був сином банкіра Альберта Гайхельгайма та його дружини Берти (уродженої Сімонсфельд). Він вивчав історію античності в університетах Гісена, Берліна та Мюнхена. У Гісені, де його науковим керівником був Ріхард Лаквер, Гайхельгайм захистив дисертацію «Чужоземне населення в державі Птолемеїв» (нім. Die auswärtige Bevölkerung im Ptolemäerreich). Йозеф Фогт пізніше характеризував Гайхельгайма як послідовника Лаквера. Після навчання Фріц Моріц працював учителем в гімназії в Гісені та паралельно готувався до габілітації, успішно завершеної в 1929 році з роботою «Економічні зміни в епоху від Александра до Августа» (нім. Wirtschaftliche Schwanklungen der Zeit von Alexander bis Augustus).
Надалі Гайхельгайм викладав античну історію у Гісенському університеті, де обіймав посаду приват-доцента. Його академічна кар'єра в Німеччині закінчилася у 1933 році, коли до влади прийшли нацисти: бувши євреєм, Гайхельгайм втратив роботу і був змушений емігрувати до Великобританії. Він оселився в Кембриджі, в 1940 отримав британське громадянство, а в 1942 став викладачем Ноттінгемського університету. Після закінчення Другої світової війни Гайхельгайм спробував відновити контакти з німецькою вищою школою і 1948 року навіть деякий час знову викладав у Гісені, але того ж року знову емігрував — цього разу до Канади. З 1962 року він був професором в університеті Торонто. У 1966 році, за два роки до смерті, Гайхельгайм став членом Королівського товариства Канади.
Проживши відносно коротке життя, Гайхельгайм встиг стати автором величезної кількості наукових праць: повний список містить понад 600 назв. Продуктивність вченого пояснюється зокрема тим, що він із часів свого студентства виділяв на сон лише 4 години на добу .

## Основні праці
- Wirtschaftliche Schwankungen der Zeit von Alexander bis Augustus. Jena 1930 (Neudruck: Arno Press, New York 1979).
- Wirtschaftsgeschichte des Altertums vom Paläolithikum bis zur Völkerwanderung der Germanen, Slaven und Araber. 2 Bände, Sijthoff, Leiden 1938 (Neudruck in 3 Bänden: Leiden 1969).